# Fiat G.50
Fiat G.50 Freccia (hr. strijela) bio je talijanski lovac razvijen sredinom 1930-ih. Iako je predstavljao značajn napredak u odnosu na starije dvokrilce, bio je inferiorniji u odnosu na svoje suvremenike tipa Hawker Hurricane i Messerschmitt Bf 109.

## Tehničke karakteristike (Fiat G.50)
Izvori podataka: 
Osnovne karakteristike
- posada: 1
- dužina: 7,79 m
- raspon krila: 10,96 m
- visina: 2,96 m

Letne karakteristike
- najveća brzina: 472 km/h
- dolet: 670 km (maksimalni)
- najveća visina leta: 9.835 m
- motor: 1 x Fiat A.74 RC38

Naoružanje
- naoružanje: 2 x 12,7mm Breda-SAFAT